# Żórawie
Żórawie [ʐuˈravjɛ] (tiếng Đức Kronheide) là một ngôi làng thuộc khu hành chính của Gmina Gryfino, thuộc hạt Gryfino, West Pomeranian Voivodeship, ở phía tây bắc Ba Lan, gần biên giới Đức. Nó nằm khoảng 5 kilômét (3 mi) về phía đông nam của Gryfino và 23 km (14 mi) phía nam thủ đô khu vực Szczecin.